# Poraniomorpha abyssicola
Poraniomorpha abyssicola är en sjöstjärneart som först beskrevs av Addison Emery Verrill 1895.  Poraniomorpha abyssicola ingår i släktet Poraniomorpha och familjen kuddsjöstjärnor. Inga underarter finns listade i Catalogue of Life.